# Весела вулиця (Харків)
Весе́ла вулиця — вулиця в Харкові, у Шевченківському районі, в історичній місцевості Павлівка. Йде від Софіївської вулиці на захід до ріки Лопані.

## Розташування
Весела вулиця починається від Софіївської вулиці, упираючись в 9-поверховий будинок, де її продовженням є пішохідна доріжка, що проходить через арку в будинку й далі в бік Клочківської вулиці. Весела вулиця йде на захід через район з багатоповерховою забудовою. Перехрестям з Веселою вулицею закінчується Мирна вулиця. Закінчується Весела вулиця в лісі біля Лопані.

## Історія
Перша відома згадка вулиці — у списку вулиць 1925 року.